# Arichanna jaguararia
Arichanna jaguararia är en fjärilsart som beskrevs av Achille Guenée 1858. Arichanna jaguararia ingår i släktet Arichanna och familjen mätare. Inga underarter finns listade i Catalogue of Life.